# 五輪コンビ
五輪コンビ（ごりんコンビ）は、プロレスのタッグチーム。ジャンボ鶴田と谷津嘉章によるタッグで、1987年から1990年まで全日本プロレスで活動した。別名「ジ・オリンピックス（The Olympics）」。チーム名称は、鶴田と谷津がともにレスリングのオリンピック（五輪）出場選手であることから付けられた（鶴田がミュンヘン、谷津がモントリオール五輪に出場）。世界タッグ王座の初代王者として知られ、同王座を計5度にわたり獲得、世界最強タッグ決定リーグ戦の優勝経験があるなど、多くの実績を残している。

## 概要
1983年に鶴田は天龍源一郎と「鶴龍コンビ」を結成し、翌1984年にはインターナショナル・タッグ王座を獲得し、暮れの世界最強タッグ決定リーグ戦で優勝するなど、全日本の看板タッグチームとして活躍。一方で、その最強タッグの最終戦から、この年に全日本と業務提携を結んだジャパンプロレスの選手が全日本マットに上がるようになり、翌年の世界最強タッグ決定リーグ戦にてエースの長州力のタッグパートナーに谷津が抜擢され、1986年から鶴龍コンビと長州・谷津組はインタータッグ王座をめぐり激闘を展開した。
1987年2月5日、鶴龍コンビは長州・谷津組を破り1年ぶりにインタータッグ王座を奪回するが、その試合を最後に長州は長期欠場の末3月にジャパンを離脱し新日本プロレスに復帰、さらに多数の選手が長州に追随したため、ジャパンに残留したのは谷津を始め5人だけだった。谷津はジャパンの新エースとして孤軍奮闘するが、戦力不足は否めず、特にタッグ戦線においては若手の仲野信市をパートナーにせざるを得ない状況が続いていた。
一方、鶴龍コンビは3月12日にロード・ウォリアーズに敗れインタータッグ王座を失い、その後全日本は長州不在もありかつての「日本人レスラー対外国人レスラー」という構図に戻りつつあったが、それを良しとしない天龍はジャイアント馬場に阿修羅・原とのコンビ結成を直訴し、6月6日より全日本本隊を離れ「天龍同盟」を始動させた。鶴龍コンビを解消させられた格好となった鶴田は直後の6月9日、天龍の代わりに輪島大士と組みインタータッグ王座に挑戦したが惨敗、その後鶴田は7月3日にタイガーマスクとのコンビでスタン・ハンセン、テッド・デビアス組からPWF世界タッグ王座を獲得するも8日後に奪回され、それ以降はタッグ王座戦線から遠ざかっていた。
10月25日にジャパンプロレスの解散が決定し、谷津を始めとする所属5選手は全日本に移籍。全日本の一員となった谷津は28日の6人タッグで初めて鶴田と組んだあと、30日に鶴田とのコンビでインタータッグ王座に挑戦。鶴田・谷津組は初タッグながらウォリアーズを相手に熱闘を展開、両軍リングアウトに終わるが、この試合のテレビ中継にて「五輪コンビ（オリンピック・コンビ）」の呼称が使われるようになる。五輪コンビは続く世界最強タッグ決定リーグ戦にもエントリー、コンビ結成から間もない五輪コンビは序盤にハンセン、テリー・ゴディ組に敗れ出遅れるが、日本武道館での最終戦でブルーザー・ブロディ、ジミー・スヌーカ組を破り逆転でリーグ戦優勝を果たす。
1988年6月4日、五輪コンビは天龍・原組（龍原砲）を破りPWFタッグ王座を獲得、10日にはウォリアーズに反則勝ちをおさめインタータッグ王座も獲得、統一王者組となる。6月27日にはNWAとPWF双方の了解のもと、87最強タッグ優勝チームであり、タッグ統一王者の五輪コンビを世界タッグ王座の初代王者組に認定した。その後ハンセン＆ゴディ組、龍原砲に王座を奪われるもすぐに奪還するが、暮れの世界最強タッグ決定リーグ戦では「世界最強タッグの優勝チームが、世界タッグ王座のベルトを巻くべき」との理由から王座を返上して臨むも2位に終わり、優勝したハンセン＆ゴディ組にタッグ王座を奪われた。なお、最強タッグ前の世界タッグ王座返上は1994年まで慣例として継続される。
1989年2月2日、カンザスシティでハンセン＆ゴディ組から世界タッグ王座を奪回した五輪コンビだったが、7月11日には前年の原の解雇により消滅した龍原砲に代わる天龍・ハンセンの「龍艦砲」に世界タッグ王座を奪われる。22日に王座奪回に成功するが、10月20日に再び龍艦砲に敗れ王座を失う。11月の世界最強タッグ決定リーグ戦では谷津が頭部に負傷を抱えながら全勝で最終戦に臨むが、同じく全勝の龍艦砲にまたも敗れ優勝を逃し、世界タッグ王座奪回もならなかった。この年、プロレス大賞の最優秀タッグチーム賞を受賞している。
1990年2月10日、五輪コンビは天龍・タイガーマスク組と共に新日本の「'90スーパーファイトin闘強導夢」に出場し、木村健悟・木戸修組を下すが、3月24日に谷津がスティーブ・ウィリアムスのバックドロップで頚椎と肋骨を負傷し長期欠場に追い込まれる。谷津は5月14日のタッグマッチ（谷津・サムソン冬木対タイガーマスク・川田利明）で復帰するも、この試合で川田のパワーボムを受けた際に再び首と肋骨を負傷しまたも長期欠場。7月7日、「'90サマーアクションシリーズI」の開幕戦で久しぶりに五輪コンビとして出場し三沢光晴・川田組を破る。五輪コンビは翌日も三沢・田上明組を下したが、この試合を最後に谷津は10日から無断欠場。このシリーズ期間中の7月19日にはゴディ＆ウィリアムスの「殺人魚雷コンビ」の持つ世界タッグ王座へ挑戦する事が発表されていたが、谷津は復帰する事なくシリーズ途中の7月10日に全日本に辞表を提出してSWSに移籍したため、3年間続いた五輪コンビは解消した。

## 獲得タイトル
- PWF世界タッグ王座（第7代）
- インターナショナル・タッグ王座（第40代）
- 世界タッグ王座（第1・3・5・7・9代）
- 世界最強タッグ決定リーグ戦 優勝（1987年）

## おもなコンビネーション
サンドイッチ式ジャンピング・ニー・バット
立っている相手一人に対し、左右から鶴田と谷津がそれぞれ同時にジャンピング・ニー・バットを敢行する。
ジャンピング・ニー・バット式ブルドッギング・ヘッドロック
谷津が相手の一人にブルドッギング・ヘッドロックをかけている最中、谷津がとらえている相手の頭部めがけて鶴田がジャンピング・ニー・バットを敢行し、そのあと、そのまま谷津がブルドッキング・ヘッドロックを決める。

## エピソード
- チーム名にちなんで、オリンピックシンボル（五輪のマーク）と、オリンピックのモットーである「Citius・Altius・Fortius（より速く、より高く、より強く）」を背中にあしらった揃いの黒のジャンパーを入場時に着用しており、鶴田は谷津の離脱後も愛用していた。